# Žabovřesky (district de České Budějovice)
Pour les articles homonymes, voir Žabovřesky.
Žabovřesky (en allemand : Schabowres, précédemment : Žabowřesk) est une commune du district de České Budějovice, dans la région de Bohême-du-Sud, en République tchèque. Sa population s'élevait à 419 habitants en 2020.

## Géographie
Žabovřesky se trouve à 12 km à l'ouest-nord-ouest de České Budějovice et à 120 km au sud de Prague.
La commune est limitée par Radošovice au nord-ouest et au nord, par Břehov au nord-est et à l'est, par Dubné au sud-est, par Čakov au sud-ouest, et par Záboří à l'ouest.

## Histoire
La première mention écrite du village date de 1334.